# Kugelschicht
Eine Kugelschicht, auch Kugelscheibe genannt, ist ein Teil einer Kugel, der von zwei parallelen Ebenen ausgeschnitten wird. Der gekrümmte Flächenteil wird Kugelzone genannt.

## Formeln
Für die Berechnung von Volumen, Mantelfläche und Oberfläche einer Kugelschicht gelten die folgenden Formeln. Dabei bezeichnet {\displaystyle r} den Radius der Kugel, {\displaystyle a_{1},a_{2}} die Radien der Begrenzungskreise und {\displaystyle h} die Höhe der Kugelschicht.
Die Höhe kann mit dem Satz des Pythagoras berechnet werden:
{\displaystyle h={\sqrt {r^{2}-a_{2}^{2}}}\pm {\sqrt {r^{2}-a_{1}^{2}}}}
Hierbei gilt das Minuszeichen für eine Kugelschicht ohne Kugelmittelpunkt und das Pluszeichen für eine  Kugelschicht mit Kugelmittelpunkt.
Der Radius ergibt sich wie folgt:
{\displaystyle r={\frac {1}{2h}}{\sqrt {(a_{1}^{2}+a_{2}^{2}+h^{2})^{2}-4a_{1}^{2}a_{2}^{2}}}={\frac {1}{2h}}{\sqrt {a_{1}^{4}+a_{2}^{4}+h^{4}-2a_{1}^{2}a_{2}^{2}+2a_{1}^{2}h^{2}+2a_{2}^{2}h^{2}}}}
|                         | |
| Volumen                 | {\displaystyle V={\frac {\pi }{6}}\cdot h\cdot (3\cdot a_{1}^{2}+3\cdot a_{2}^{2}+h^{2})} |
| Inhalt der Mantelfläche | {\displaystyle M=2\cdot \pi \cdot r\cdot h=2\cdot \pi \cdot h\cdot {\sqrt {a_{1}^{2}+\left({\frac {a_{1}^{2}-a_{2}^{2}-h^{2}}{2\cdot h}}\right)^{2}}}} |
| Oberfläche              | {\displaystyle {\begin{aligned}O&=M+A_{{\text{Kreis}}\,1}+A_{{\text{Kreis}}\,2}\\&=\pi \cdot (2\cdot r\cdot h+a_{1}^{2}+a_{2}^{2})\\&=2\pi \cdot h\cdot {\sqrt {a_{1}^{2}+\left({\frac {a_{1}^{2}-a_{2}^{2}-h^{2}}{2\cdot h}}\right)^{2}}}+\pi (a_{1}^{2}+a_{2}^{2})\end{aligned}}} |

### Herleitung
Die Kugelschicht kann man sich entstanden denken als das Kugelsegment {\displaystyle S_{1}} mit dem unteren Kreis als Basiskreis, dem das Kugelsegment {\displaystyle S_{2}} mit dem oberen Kreis als Basiskreis weggenommen wird. Es sei {\displaystyle h_{1}} die Höhe von {\displaystyle S_{1}} und {\displaystyle h_{2}} die Höhe von {\displaystyle S_{2}}. 
Die Volumina der beiden Kugelsegmente sind
{\displaystyle V_{1}={\frac {\pi }{3}}\cdot h_{1}^{2}\cdot (3\cdot r-h_{1})}
{\displaystyle V_{2}={\frac {\pi }{3}}\cdot h_{2}^{2}\cdot (3\cdot r-h_{2})}
Siehe dazu auch Kugelsegment. Also ist
{\displaystyle {\begin{aligned}V&=V_{1}-V_{2}={\frac {\pi }{3}}\cdot (3\cdot (h_{1}^{2}-h_{2}^{2})\cdot r-(h_{1}^{3}-h_{2}^{3}))\\&={\frac {\pi }{3}}\cdot (h_{1}-h_{2})\cdot (3\cdot (h_{1}+h_{2})\cdot r-(h_{1}^{2}+h_{1}\cdot h_{2}+h_{2}^{2}))\end{aligned}}}
Mit den Beziehungen {\displaystyle 2\cdot r\cdot h_{1}=a_{1}^{2}+h_{1}^{2},\ 2\cdot r\cdot h_{2}=a_{2}^{2}+h_{2}^{2}} (siehe Kugelsegment) ergibt sich 
{\displaystyle {\begin{aligned}V&={\frac {\pi }{3}}\cdot (h_{1}-h_{2})\cdot \left({\frac {3}{2}}\cdot (a_{1}^{2}+h_{1}^{2}+a_{2}^{2}+h_{2}^{2})-h_{1}^{2}-h_{1}\cdot h_{2}-h_{2}^{2}\right)\\&={\frac {\pi }{6}}\cdot (h_{1}-h_{2})\cdot (3\cdot (a_{1}^{2}+a_{2}^{2})+(h_{1}-h_{2})^{2})\end{aligned}}}
Da {\displaystyle h=h_{1}-h_{2}} ist, folgt die obige Formel: {\displaystyle V={\frac {\pi }{6}}\cdot h\cdot (3\cdot a_{1}^{2}+3\cdot a_{2}^{2}+h^{2})}
Für die Mantelfläche ergibt sich analog
{\displaystyle M=M_{1}-M_{2}=2\cdot \pi \cdot r\cdot h_{1}-2\cdot \pi \cdot r\cdot h_{2}=2\cdot \pi \cdot r\cdot (h_{1}-h_{2})=2\cdot \pi \cdot r\cdot h}

### Beziehung der Parameter
Für den Beweis der Beziehung zwischen {\displaystyle r,a_{1},a_{2},h} sei {\displaystyle d} der Abstand der unteren Ebene zum Kugelmittelpunkt {\displaystyle M}. Dann gilt 
{\displaystyle r^{2}=d^{2}+a_{1}^{2},\ r^{2}=(d+h)^{2}+a_{2}^{2}}
Setzt man die beiden Gleichungen gleich und löst nach {\displaystyle d} auf, so erhält man
{\displaystyle d={\frac {a_{1}^{2}-a_{2}^{2}-h^{2}}{2\cdot h}}},
und mit der ersten Gleichung folgt
{\displaystyle r^{2}=a_{1}^{2}+\left({\frac {a_{1}^{2}-a_{2}^{2}-h^{2}}{2\cdot h}}\right)^{2}}